# バティスト・クイユー
バティスト・クイユー（Baptiste Couilloud、1997年7月22日 - ）は、トップ14・リヨンOUに所属するラグビー選手。

## プロフィール
- フランス・リヨンOU出身。
- ポジションはスクラムハーフ(SH)。
- 身長 185cm、体重 118kg
- U20フランス代表に選ばれたことがある[1]。
- フランス代表キャップは9（2022年7月現在）。

## 略歴
2016年、リヨンOUに加入。

## エピソード
2022年7月9日に行われたリポビタンDチャレンジカップ2022日本戦後、日本代表齋藤直人と代表ジャージ短パンを交換した。